# 남해화학
남해화학(南海化學, Namhae Chemical, 한국: 025860)은 대한민국 농협의 계열 회사로 종합 농업 자재 생산 회사이다. 정부의 중화학공업 육성 방침에 따라 양질의 비료를 적기에 안정적으로 공급해서 주곡자립을 달성시키기 위해 1974년에 설립되었다.

## 실적
2011년에는 순이익 -84억원, 2012년에는 순이익 -249억원으로 적자를 보아 왔으나 2013년에는 129억원으로 흑자 전환했고 2014년에도 매분기 흑자를 내고 있다.

## 연혁
1974년 5월 8일 남해화학주식회사가 설립되었다. 1978년 3월 27일 본사 소재지가 이전되었다가, 1980년 12월 10일 본사가 낙포동 여천 공장으로 이전하였다. 1988년 8월 서울 사무소를 설립하고 1995년 11월 10일 증권거래소에 한국종합화학공업의 소유 주식 75% 중 30%가 공개 매출되어 주식 상장되었다.
1999년 경기·강원 영업소 개소를 시작으로, 충청 영업소를 개소하였고 2001년 1월 2일 영업소 개편 및 신설이 이루어졌다. 그 해 3월 충남 영업소, 경남 영업소, 전남 영업소, 경기 영업소, 2002년 경북 영업소가 개소하였다.
2003년 6월 9일에 석유 수입업 등록 및 유류 사업을 개시하였다. 그해 12월 여천 하나로 직영 주유소 1호점이 개소하였다. 2004년 2월 유류 브랜드명이 하나로 오일에서 Nc-oil로 변경되었다. 2004년 12월에 광주 풍암 하나로 직영 주유소 2호점이, 2005년 9월에 목포 용해 직영 주유소 3호점이 개소하였다.
1977년 2월에 남해화학 여천 공장의 기계적 준공이 이뤄지고 8월에 준공을 완료하였다. 그 후 여러 번의 준공과 증설이 이뤄졌다. 1980년 11월 여수(구 여천)에 제2요소 공장이, 1988년 4월에 DNT 공장이 준공되었다. 1989년 6월 복비 공장 증설 사업이 완료되었다.
1990년 제2 농질산 공장과 제2 DNT 공장이, 1991년 MNT 공장이 준공되었다. 1997년 제주비료(주)를 인수하고 멜라민 공장을 준공하였다. 1998년에는 BB비료 공장과 황산 공장, 제2MNT 공장이 준공되었고, 원예 과수 비료를 생산 개시하였다. 1999년에는 제3 희질산 공장·아르곤회수 시설이 준공되었다.
2000년 7월 영일케미칼 주식을 인수(60,1%) 인계하여 농약사업으로 진출하였다. 2001년 5월 그래뉼요소 공장이 준공되었고, 2002년 9월 정밀화학사업 부문으로 분사하여 휴켐스(주)가 출범되었다. 2003년 3월 인산 수출 시설이 준공되고 2004년 9월 완효성 비료가 개발되었다. 2007년 3월 그래뉼 요소 공장의 매매 계약이 체결되었다.
1974년 이원엽이 초대 사장으로 취임하였다. 1980년 박희동이 제2대 사장으로, 1985년 김용휴가 제3대 사장으로, 1990년 이병기가 제4대 사장으로, 1996년 우근민이 제5대 사장으로, 1997년 이동훈이 제6대 사장으로, 1998년 윤영호가 제7대 사장으로, 2000년 김종무가 제8대 사장으로, 송선근이 제1대 회장으로, 2003년에는 장경택이 제9대 사장으로, 2005년에는 김장규가 제10대 사장으로, 2007년 김장규가 제11대 사장 연임하였고, 2009년에는 함태홍이 제12대 사장에 취임하였다.
2012년 3월 2일에 농협경제지주 계열사로 편입되었다.

## 주요 사업
남해화학은 국내 비료 시장 수요의 약 50%를 생산 공급하고 있으며, 해외에 연간 1억 달러 약 60만 톤의 비료 제품을 수출하고 있다. 농작물 생육기에 한번만 뿌리면 수확기까지 효과가 지속됨으로써 농민들의 일손 부족을 돕고 영농비를 절감할 수 있는 획기적인 비료인 완효성 비료를 개발하였고, 완효성 비료를 생산하기 위한 대규모 생산 설비 투자를 통해 대량 생산이 가능하게 되었다.
한반도 토양에 알맞은 고토 성분을 함유한 신세대 비료를 개발, 1997년부터 본격적으로 공급하고 있으며, 2000년부터 고급 영양소가 함유되어 품질은 우수하면서도 가격이 저렴한 한아름 비료를 개발 공급하고 있다. 고품질 다비종의 원예 종합 복비 등 30여 종의 원예·과수용 비료를 1998년부터 생산, 판매하고 있다. 이외에도 지역별 토양과 작물의 실정에 맞도록 비료 성분을 배합 공급하는 BB비료(주문비료)를 토양 검정과 시비 처방에 의해 제조 공급하고 있다.
2002년부터 암모니아, 요소, 황산, 발연황산, 인산, 염화가리, 불화규산 등의 화학제품 등을 전국의 판매처 및 화학 공장에 공급, 판매하고 있다. 2003년부터는 선진적인 동력 회수 시스템으로 황산 공장 가동시 발생되는 연간 약 210만 톤의 스팀을 당사 자체 소비 또는 인근 업체에 판매하고 있고, 3,500톤 규모의 인산수출용 탱크 3기를 준공하여 해외 유수 소비처와 인산 장기 공급을 체결하여 공급하고 있다.
남해화학 클린오일이라는 의미의 Nc-oil 브랜드를 자체 개발하였고, 소비자에게 혜택이 돌아갈 수 있는 NH농협은행과 연계한 Nc-oil 조아 카드를 발행하여 유류 사업을 확장시키고 있다. 또한 자회사인 엔에이쉬핑 등과 협력을 통하여 물류 사업을 본격적으로 진행 중에 있다.
저농도 친환경 비료, 완효성 비료 등의 고부가가치 신비종의 연구개발사업을 적극 추진 중에 있다. 또한, 철도, 항만 등 국내 최고 수준의 기간 시설과 저장 시설 등의 운휴 시설을 이용한 고수익 신규 사업과 기존 제품의 고부가가치화를 이루려 힘쓰고 있다.
남해화학은 태국, 베트남, 중국, 미얀마 등 세계 10여 나라에 비료 제품을 수출하고 있으며, 2002년의 비료 수출총액은 총 7,100만 달러이다. 이밖에 2002년에 황산, 인산 등의 화학제품을 1,000만 달러어치 정도 수출하였다. 남해화학의 수출입은 총 10만 톤 규모의 선박이 동시에 접안할 수 있는 여수공장 전용 부두를 통해 이루어지고 있다.

## 본점 및 지점 현황
- 본점: 서울특별시 강남구 테헤란로113길 15 (삼성동)
- 여수공장: 전라남도 여수시 여수산단로 1384 (낙포동)

## 같이 보기
- 휴켐스
- 박연차 - 박연차 태광실업 회장이 남해화학을 인수 인계하기 위해 로비를 벌였다고 검찰이 밝혔다.
- 흥남비료공장 - 대한민국의 최대 비료공장은 남해화학인 반면에 조선민주주의인민공화국의 최대 비료공장은 흥남비료공장이다.
- 프리츠 하버 - 독일 화학자 프리츠 하버는 질소비료를 개발했다. 오늘날 세계인구가 섭취하는 단백질의 1/3이 질소비료에서 나온다.
- 닛소남해아그로 - 남해화학㈜과 일본 니폰소다㈜·미쓰비시상사㈜ 등이 합작투자한 닛소남해아그로㈜, 2013년 6월 준공하여 작물보호제용 원제인 톱신엠 생산